# Elendil
Elendil J. R. R. Tolkien kitalálta szereplő Középfölde univerzumában. Númenori dúnadán, Amandil fia. Apja a Hűségesek, a királlyal és Sauron Sötét Úrral szemben álló Emberek vezetője volt. Amikor Ar-Phazarôn hadat indított a Valák ellen, Amandil előtte akart Valinorba jutni, hogy kegyelmet kérjen. Fiának és a megmaradt Hűségeseknek meghagyta, hogy Rómenna kikötőjében hajóikon várakozzanak. Amikor Númenor elpusztult, a nyugati szél a hajókat Lindonba vezette. Középföldén megalapította Gondor és Arnor királyságait. Székhelye az északi királyságban volt, délen fiai, Anárion és Isildur kormányoztak a nevében. A királyságban a Númenorból hozott látókövekkel, a Palantírokkal tartották a kapcsolatot. Amikor Sauron visszatért Középföldére, Elendil Gil-Galadddal megkötötte az emberek és tündék utolsó szövetségét. A másodkort lezáró csatában az Orodruin lejtőin Sauron ölte meg. Kardja kettétört, mikor rá esett. Fia, Isildur apja kardjának, Narsilnak a csonkjával győzte le a Sötét Urat.
Elendil írta az Akallabêth című művet Númenor bukásáról.